# Паршин, Денис Сергеевич
Денис Сергеевич Паршин  (1 февраля 1986, Рыбинск, Ярославская область, СССР) — российский хоккеист, крайний нападающий. Входит в топ-15 лучших снайперов в истории КХЛ со 174 шайбами.

## Биография
Воспитанник ярославского хоккея. В 16 лет переехал в Москву, где начал выступать за ЦСКА. В суперлиге дебютировал в сезоне 2003/2004, забив 2 гола и отдав 4 передачи в 27 играх. В ЦСКА нападающий стал одним из лидеров, был дважды награждён Золотой подковой — призом для лучшего игрока команды по мнению болельщиков. Участвовал в матче звезд КХЛ 2010, в котором стал самым быстрым игроком, выиграв индивидуальные соревнования на скорость.
В межсезонье летом 2009 года возник конфликт c новым руководством ЦСКА по поводу продления контракта, и Паршин едва не уехал за океан, однако все же подписал новый договор, который в 2011 году был продлен ещё на три года.

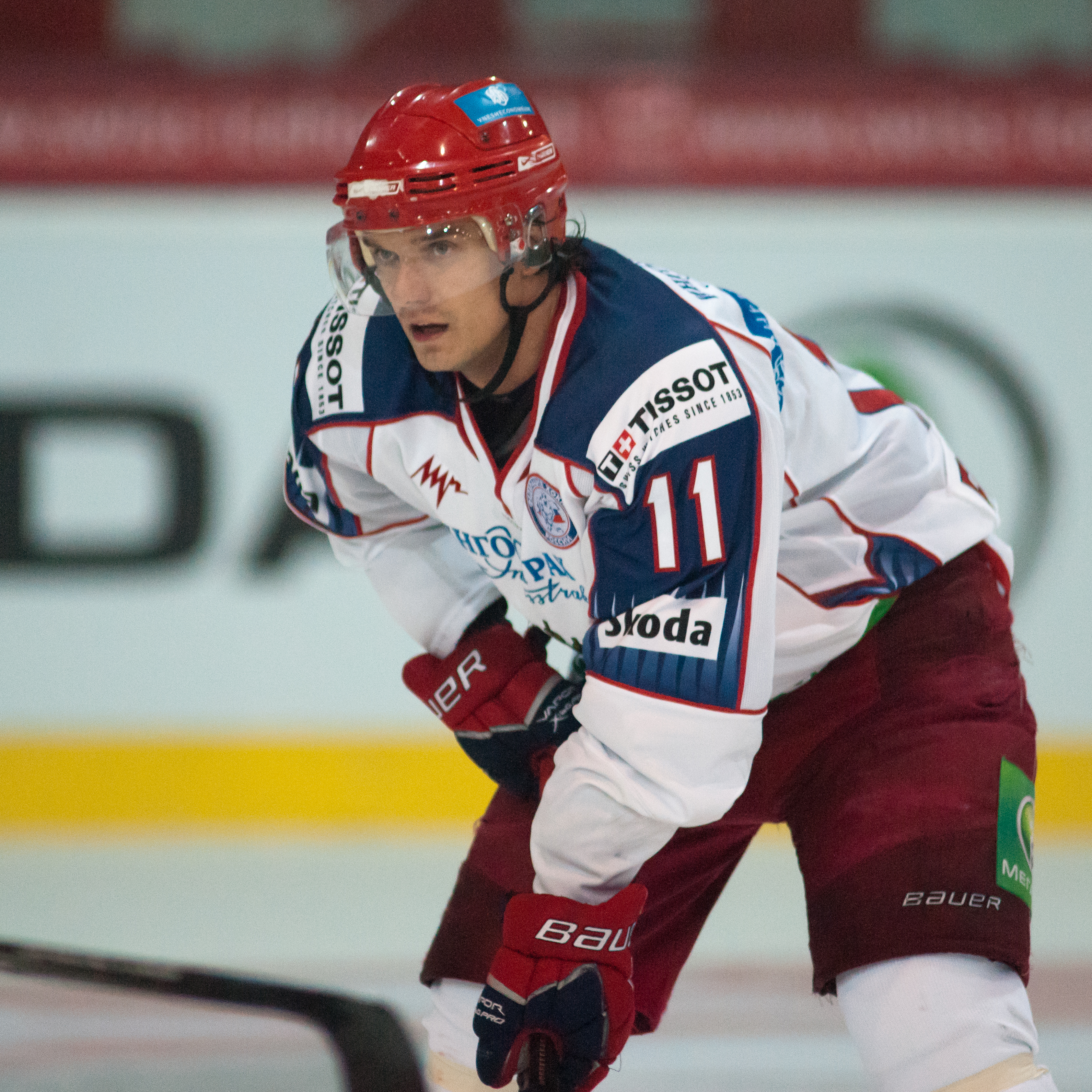
В форме национальной сборной России (2011 г.)

10 октября 2012 года был обменян в «Салават Юлаев» на Игоря Григоренко.
6 мая 2013 года был обменян вместе с Сергеем Сентюриным в нижегородское «Торпедо» на Дмитрия Макарова.
5 мая 2014 года заключил контракт сроком на три года с командой «Авангард»
24 ноября 2016 года был обменян из «Авангарда» в «Салават Юлаев» на денежную компенсацию.
Всего за карьеру в КХЛ сыграл 658 матчей и набрал 385 очков (174+211), в среднем по 0,59 очка за матч. В плей-офф сыграл 49 матчей и набрал 20 очков (8+12).

## В сборной
Выступал за юниорскую и молодёжную сборные России, став чемпионом мира среди юниоров и серебряным медалистом молодёжного мирового первенства. Привлекался к играм взрослой национальной сборной на этапах Евротура.

## Достижения
- Чемпион мира среди юниоров (2004)
- Серебряный призёр молодёжного чемпионата мира (2005)
- Четырёхкратный участник матча звёзд КХЛ: (2010, 2014, 2015, 2018).

## Статистика
| Легенда | Легенда                    | Легенда | Легенда                   | Легенда | Легенда    |
| ------- | -------------------------- | ------- | ------------------------- | ------- | ---------- |
| И       | Количество проведённых игр | Штр     | Штрафное время            | +/−     | Плюс-минус |
| Г       | Голы                       | П       | Голевые передачи          | О       | Очки       |
| -       | Статистика неизвестна      | —       | Статистика не учитывалась |         |            |